# Themus thudamensis
Themus thudamensis es una especie de coleóptero de la familia Cantharidae.

## Distribución geográfica
Habita en Nepal.